# 想象 (歌曲)
《想象》（英語："Imagine"）是由英格兰音乐人约翰·列侬创作并演唱的一首歌曲，收录于同名专辑《想像》中，这首歌曲是他独唱生涯销量最多的单曲。歌词鼓励听众去想象一个没有宗教派别、國界造成的战火与隔阂，且没有物质主义的世界。
本歌曲和同名专辑是列侬、小野洋子和菲尔·斯佩克特一起制作的。列侬在英格兰腾哈思公园的家庭录音室中从1971年5月开始录制，两个月后在纽约市唱片工场最后混音。9月，密纹唱片发行，10月，列侬又在美国发行了单曲。本曲在告示牌百强单曲榜登上第三名，又在11月英国榜单登上第一名，成为列侬独唱生涯中最赚钱且最受好评的歌曲。1975年，《Imagine》作为单曲，与专辑Shaved Fish一起在英国发行。此唱片是当年英国排行榜上的第六名。在英国，本歌曲出售了超过160万份拷贝，在列侬1980年12月逝世时成为了榜单中的第一名。
BMI将《Imagine》列为20世纪中，演唱最多的100首歌曲之一。它最后赢得格莱美名人堂奖，并被列入摇滚名人堂500首定型摇滚音乐的歌曲。《吉尼斯世界纪录英国单曲》一书进行的调查中，人们将它评选为有史以来排名第二的单曲，《滾石》杂志将本歌曲列在“有史以来500首最伟大的歌曲”第三位。从2005年以来，组织者在纽约时代广场新年钟声敲响前播放本歌曲。很多艺术家翻唱了本曲，包括艾爾頓·約翰、麥當娜、史提夫·汪达和尼爾·楊和佛萊迪·墨裘瑞。

## 背景与创作

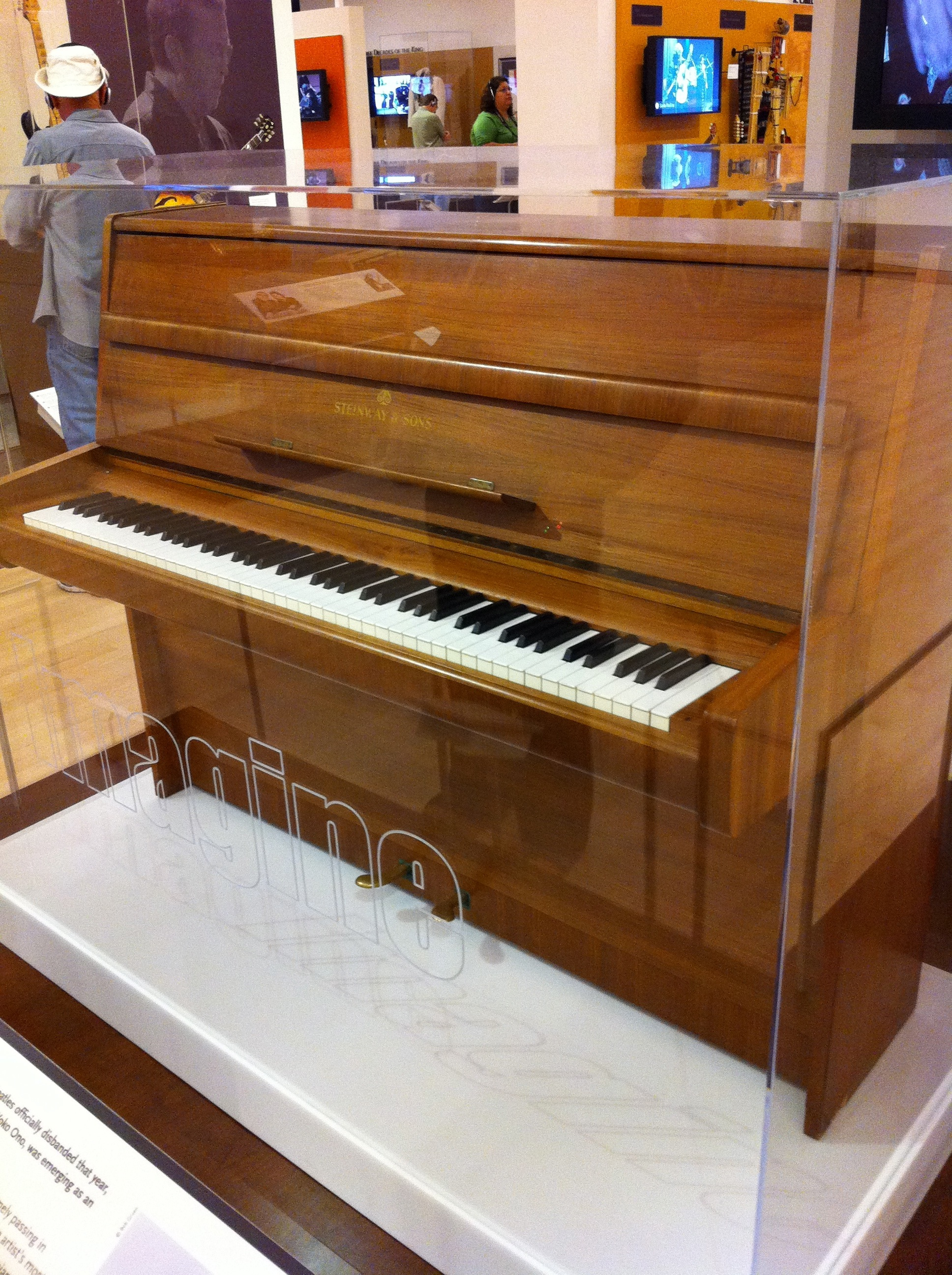
列侬在他的施坦威钢琴上创作了《想象》，这架钢琴2000年被歌手乔治·迈克尔购买，并放置在英国。

小野洋子1964年的书《葡萄柚》中的许多诗歌给予了列侬创作《想象》歌词的灵感，国会唱片在重制版的《想像》密纹唱片封面背面中写着一段名为的段落：“Imagine the clouds dripping, dig a hole in your garden to put them in.”（想象云朵滴落，在花园挖个洞把它们装进去）列侬后来说，这首作品“应该视作列侬和洋子共同的歌曲。其中很多内容，包括歌词和概念等，都来自洋子。但在那些日子里，我有点自私，更有点大男子主义，我有点忽略了她的贡献，可它确实来自《葡萄柚》”1980年12月，在接受《花花公子》杂志的大衛·薛夫采访时，列侬告诉薛夫，迪克·格里高利给了洋子和他一本关于基督教祈祷的书，这本书也启发了《想象》背后的概念。
这是一个积极祈祷的概念……如果你能“想象”一个和平的世界，那里没有宗教派别——不是没有宗教，而是没有“我的神比你的神更大”这种东西——那么它就能成真……世界教会有一次打电话给我，问我：“我们可以用《想象》的歌词，把它改成‘想象只有一个宗教吗？’这表明他们根本不理解这首歌。它会破坏这首歌的全部目的和全部想法的。
结合了和格里高利给的祈祷书，列侬写下了被作家约翰·布莱尼称之为“写给大众的人文主义赞歌”的作品。布莱尼写道：“列侬坚称世界和谐是可以做到的，只要我们拒绝那些限制人类潜能的社会控制机制。”《滚石》的大衛·弗里克则评论：“列侬呼吁通过消除地缘政治边界、有组织的宗教和经济阶级等现代社会秩序来构建起团结与平等”
列侬表示：“《想象》这首歌写道：‘想象一下，不再有宗教，不再有国家，不再有政治’，这几乎就是《共产党宣言》，虽然我完全不是共产主义者，也不参与任何运动”他告诉《新音乐快递》：“这个世界上就没有真正的共產主義國家；你必须了解到，我说的社会主义（……）不是一些愚蠢的俄罗斯人抑或一些中国人可能在做的事情。这也许适合他们。对我们来说，我们需要有一个良善的英国式社会主义”洋子则称，歌词的内容“就是列侬相信的东西：我们都属于一个国家，一个世界，一个人民”《滚石》将歌词描述为“由一个齐心协力，可以修复与改变自身的世界驱动的22行优雅与直白的信念”
后被称为“约翰的钢琴弹奏片段”（John's Piano Piece），与歌曲最终版本接近的原钢琴音乐动机，于1969年1月在《讓它去吧》录制环节中创作。列侬在1971年年初的一个早晨在他英格兰雅士谷蒂滕赫斯特公园一栋不动产的一架施坦威钢琴上完成了《想象》的作曲。列侬在一个简短的创作环节就几乎完成了包括旋律、和弦结构和几乎所有歌词在内的完整歌曲，而洋子在一旁观看了整个经历。歌曲被描述为谣曲，并以軟式搖滾的曲风进行演绎。歌曲以C大調创作，其中占据4小节钢琴序曲以C和弦开始，接着变为Cmaj7，最后变为F。这种模式的每一次重复都伴随着从和弦A到和弦B逐渐升高的简短、独特的钢琴即兴重复段。12小节的主歌也遵循这个和弦进行，其最末4小节从Am/E移动到Dm和Dm/C，并以 G、G11最后至G7结束，然后回到C。8小节的副歌从F到G再到C，接着是Cmaj7和E，最后以E7结束。最后一小节中C和弦取代了E7。最后4小节的尾奏以F开启，接着是G，最后再以C收束。歌曲时长3分3秒，拍號是4/4，其节奏大约落至75拍每秒。

## 录音与商业成绩

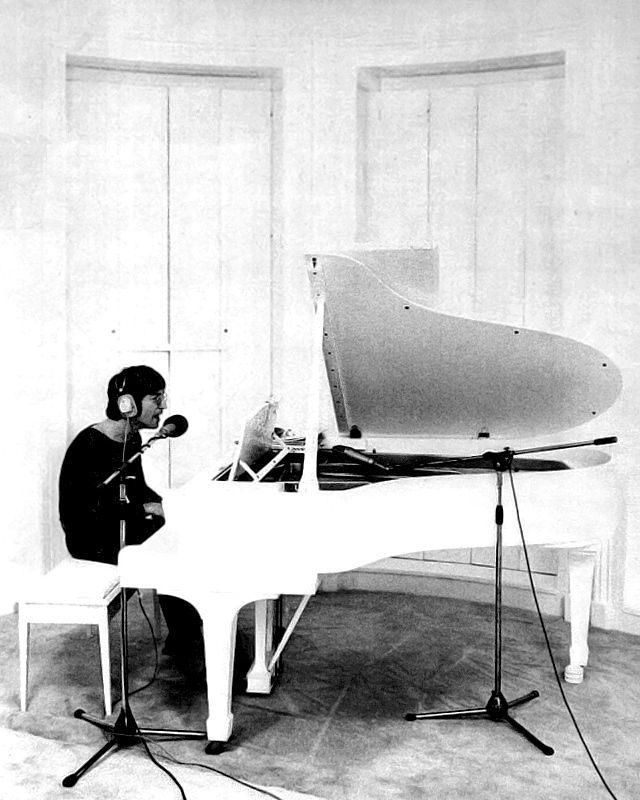
1971年《告示牌》为《想象》打的广告。

列侬和洋子与菲尔·斯佩克特合作制作了歌曲。对于这首歌，斯佩克特表示：“我们知道我们接下来要做什么……这会成为约翰的政治宣言，也更会成为非常商业化的东西……我一直认为《想象》就像一首国歌。”列侬描述他与洋子和斯佩克特编曲的过程时谈到：“菲尔没有做什么编曲之类的事情，他和（洋子）只是坐在另一个房间里大叫一些类似于‘你为什么不试下这种声音’或者‘你钢琴弹得不怎么样’这种评论……我会得到最初的想法……我们会（从那里）找到合适的声音的。”
1971年5月27日，录音在列侬于蒂滕赫斯特公园新建的家庭录音室，阿斯考特之声开始，而歌曲的弦乐器叠录则于1971年7月4日在纽约市唱片工厂进行。录音从上午晚些时候开始，一直持续到晚饭前晚上早些时候。列侬教着音乐人《想象》的和弦进程与编曲，并不停地排练歌曲，直到他觉得可以准备录音为止。为了制作出列侬想要的声音，斯佩克特留下了一些列侬和尼基·霍普金斯早期在一架钢琴上弹奏不同音阶的带子。他亦最初尝试录制列侬在他与洋子的全白房间用白色小型三角钢琴演奏的片段。然而，因为发现这个房间的音响效果不适合，斯佩克特放弃了这个想法，并转为在列侬的家庭录音室录制。录音过程在几分钟即完成，几人录制了三份音频，并最终敲定其中第二份发行。最终的录音版本包含列侬的钢琴弹奏和人声、克劳斯·弗尔曼的低音吉他演奏、亞倫·懷特的鼓点与Flux Fiddlers的弦乐器演奏。弦乐器编曲则由托瑞·齐托创作。
1971年10月，《想象》通过苹果唱片在美国发行，成为列侬单飞后职业生涯商业最成功的单曲。歌曲在《告示牌》百大單曲榜最高排第3，在加拿大的《RPM》国家单曲榜则取得了2周的冠军。歌曲在发行后，其歌词惹怒了部分宗教团体，尤其是“Imagine there's no heaven”（想象下没有天堂）这句。在列侬生前最后几次采访时，列侬表示他本身就觉得这首歌会和他在披頭四樂隊创作的其它歌曲一样都是有望成功的作品。他描述了歌曲的内涵，并详细解释其商业吸引力，称：“反宗教、反民族主义、反传统、反資本主義，但由于它被糖衣包裹着，所以也被接受了……现在我明白了你需要做什么。把你的政治信息用一小点蜂蜜包裹着。”在一封在《旋律作者》发表的致保罗·麦卡特尼的公開信中，列侬称《想象》就是为你自己这类保守主义者所作的糖衣版本的 〈Working Class Hero〉。1971年11月30日，《想象》的密纹唱片版本在英国榜单上取得了冠军。

## 电影与重新发行
1972年，列侬和洋子随专辑《想象》发行了一部同名电影，其中包含列侬夫妇在他们伯克郡蒂滕赫斯特公园以及纽约市的家中、花园中和录音室中的镜头。在完整的摇滚纪录片视频中，列侬和洋子走过浓雾，在到家的时候《想象》的音乐响起。在他们房子的门前有个标志牌写着：“它不在这里”（This Is Not Here），这是洋子当时在纽约艺术展的名称。下一幕中，列侬坐在一个昏暗全白房间的白色大钢琴前。洋子随意走动，并打开百叶窗让光透进来，使房间随着音乐的进程变得越来越亮。在歌曲结尾时，洋子坐在列侬旁，他们凝视着对方，然后亲吻了对方。
包括安迪·沃荷、弗雷德·阿斯泰爾、杰克·帕兰斯、迪克·卡維特和乔治·哈里森在内的许多名人都出演了这部电影，因此这部电影被评论称为“史上最昂贵的家庭电影”。1972年，电影面向美国观众首映。1986年， 茲比格涅夫·雷布辛斯基为《想象》制作了一部音樂錄影帶，1987年，錄影帶在戛纳电影节获得了狮子奖最佳短片，里約熱內盧國際電影節则获得了节庆大奖。
1975年，《想象》在英国随着专辑《柴魚片》的发行作为单曲发布，其在英國單曲排行榜最高排第6名。唱片套上的照片则由庞凤仪在1974年拍摄。随着约翰·列侬于1980年的死亡，这首歌曲重新进入了英国榜单，并取得了4周的冠军。1988年，歌曲在英国再次被重新发行为单曲，最高排第45名；1999年的重新发行则让歌曲最高排到了第3名。截至2013年6月，歌曲在英国取得了164万份销量，成为列侬在当地销量最高的单曲。1999年，在国家诗歌日中，英国广播公司宣布，《想象》的歌词经听众票选，成为英国民众最喜欢的歌词。2003年，由于歌曲作为重新发行的《Happy Xmas (War Is Over)》的背面，歌曲再次达到第33名的排位。

## 反响

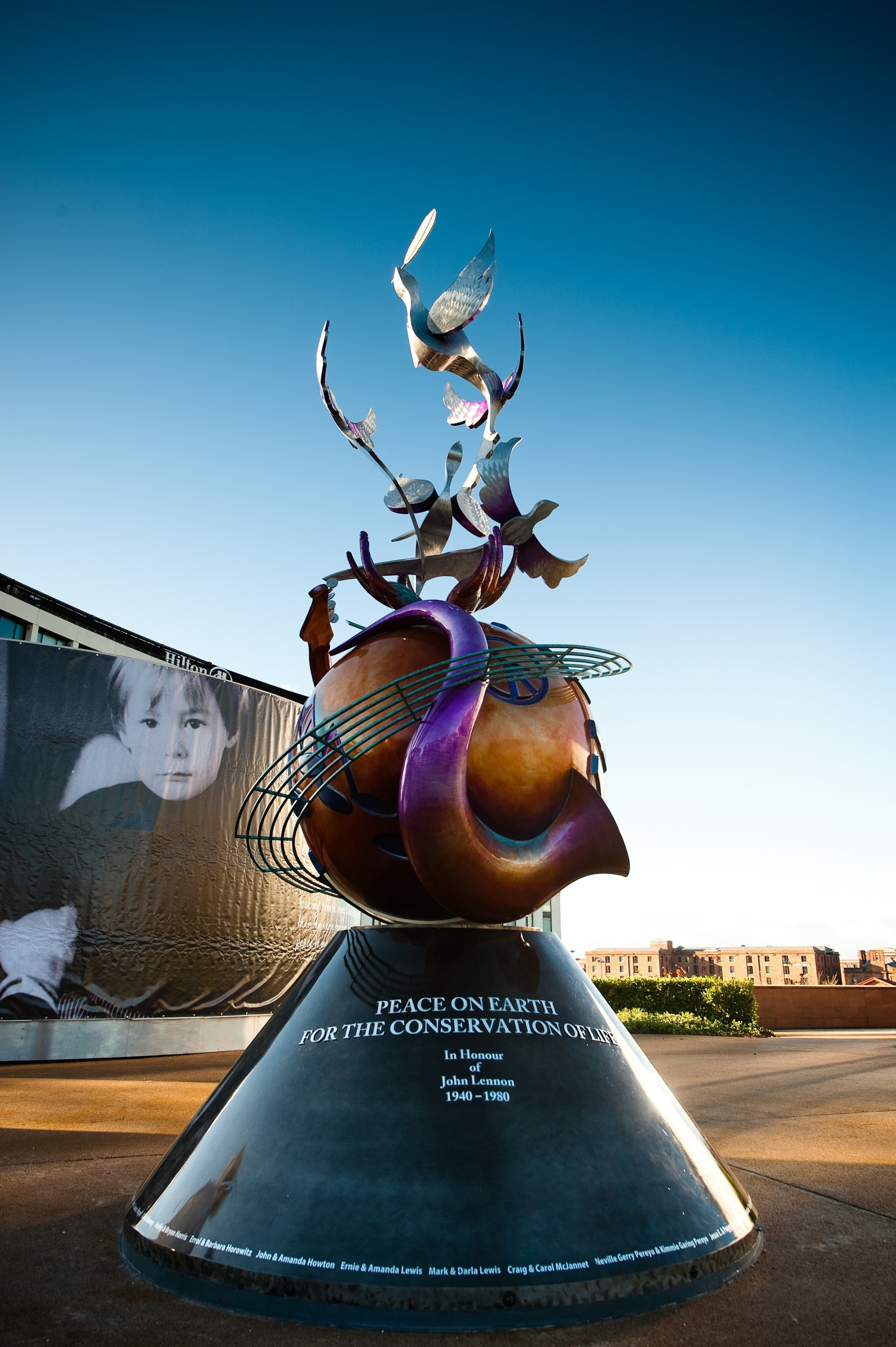
英格兰利物浦约翰·藍儂和平纪念碑

《滚石》杂志认为《想象》是列侬“送给世界的最伟大的音乐礼物”，称赞本曲“安详的旋律；柔软的和弦；令人心动的四音符钢琴演奏”。本歌曲出现在一些歌曲评选中。1999年，BMI将《Imagine》列为20世纪中，演奏最多的100首歌曲之一。同年，也赢得了格莱美名人堂奖，列入摇滚名人堂500首定型摇滚音乐的歌曲之一。Triple J 将本歌曲排名在有史以来100首歌曲最热歌曲中第11。《想象》在2000年评选的有史以来英国最佳销售单曲中第23名。2002年，在吉尼斯世界纪录组织的民意调查“英国人最喜欢的单曲”中，《Imagine》位于皇后乐队的《波希米亚狂想曲》之后，排名第二。Gold Radio将本歌曲列为“1000最佳歌曲”第三。
2004年，《滚石》杂志将本歌曲列在“有史以来500首最伟大的歌曲”第三位。 杂志评价本歌曲“在1980年列侬遇刺与毛骨悚然的九一一这样的椎心泣血中带给我们慰藉与希望的不衰旋律。现在很难想象一个没有《想象》的世界，而且我们现在比以前更需要它。”尽管有人这样认为，清晰頻道通信公司依然将本曲包括在了9/11后“不播”清单。2005年1月1日，加拿大廣播公司在节目50 Tracks中，根据观众评选将《想象》列为过去一百年中最伟大的歌曲之一。由于历史重要性，本歌曲在美國唱片業協會的265首世纪之歌中排名第30。Virgin Radio在2005年12月进行了听众调查，听众将本歌曲列为第一位。2006年9月12日，在Nine Network的 20 to 1中，澳大利亚人将本歌曲评选为有史以来最伟大歌曲。而在2009年7月11日，澳大利亚面向年轻人的电视网Triple J的评选中，当选有史以来100首最佳歌曲中排名第11名。
2006年，吉米·卡特说“我去过世界上的很多国家——我和妻子访问大概125个国家——对约翰·列侬的歌曲《想象》和国歌播放的频率几乎相当。”小野洋子给冰岛的一座塔起名为想象和平塔。美林市诉萨玛姆案是关于公共场所是否可以使用宗教标语的案件，在2009年2月25日，美国最高法院作出了判决。判决书的脚注2中引用了本歌曲的歌词：
What, for example, is "the message" of the Greco-Roman mosaic of the word "Imagine" that was donated to New York City's Central Park in memory of John Lennon? ... Some observers may "imagine" the musical contributions that John Lennon would have made if he had not been killed. Others may think of the lyrics of the Lennon song that obviously inspired the mosaic and may "imagine" a world without religion, countries, possessions, greed, or hunger.
在2010年10月9日，列侬70岁诞辰日时，在英格兰利物浦查维斯公园约翰·列侬和平纪念碑揭幕仪式中利物浦手语合唱团表演了本歌曲和其他歌曲。利物浦约翰·列侬机场的广告语是本歌曲的一句歌词“我们上面只有天空”。披头士制作人乔治·马丁称赞了列侬的独唱，认为“最喜欢的是《想象》”。音乐评论家Paul Du Noyer将本歌曲描述成列侬在披头士乐队之后“最受尊敬”的歌曲。

## 著名表演与翻唱

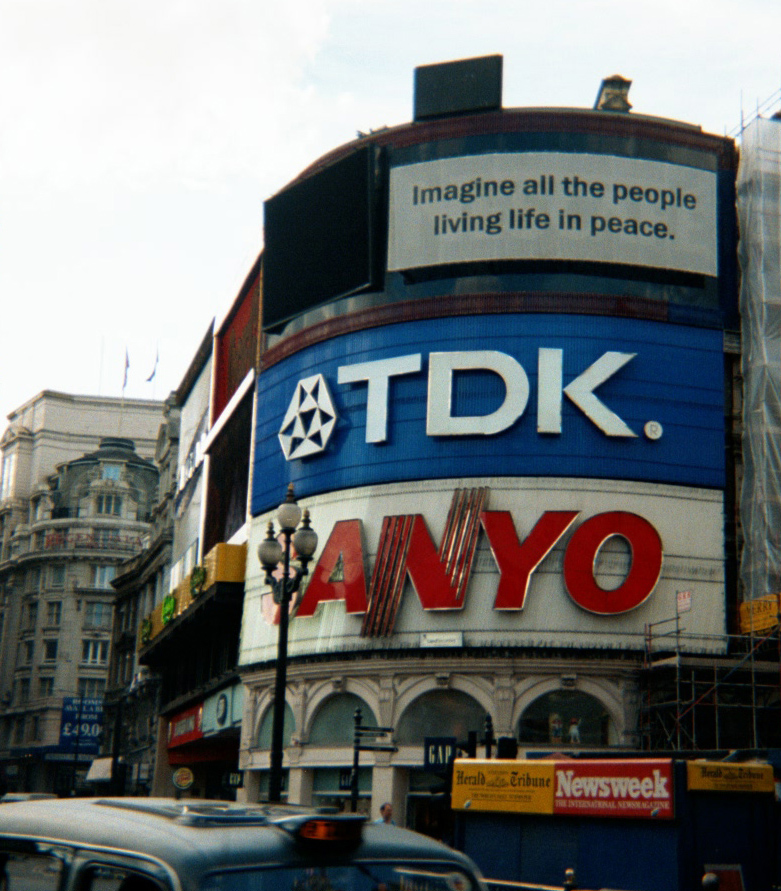
2002年，小野洋子在伦敦皮卡迪利圓環购买广告，显示歌词“想象所有人都生活在和平之中”。

1971年12月，列侬和小野洋子在哈莱姆区阿波罗剧院表演，列侬使用木吉他演奏本曲，是已知最早的现场演奏。此次演出的视频1998年通过《约翰·列侬选集》发行。1975年，他在自己的最后一次公开演出中演唱了本歌曲，此次演出是为Lew Grade庆祝生日。
- 1980年9月，艾爾頓·約翰在中央公园的演出中演奏了本曲。[58]几个月后，列侬遇刺，为了纪念他，皇后乐队在伦敦和美因河畔法兰克福演奏了本曲。[59]
- 1990年10月9日，超过10亿人在列侬50年诞辰日上收听了本歌曲的广播。[60]
- 为纪念百年奥林匹克公园爆炸案受害者，史提夫·汪达与莫尔豪斯学院合唱团一起，在1996年夏季奥林匹克运动会闭幕式上演奏了本歌曲。[61]
- 1997年香港電訊著名的「只要有夢想 凡事可成真」廣告以此曲為背景音樂。[62][63]
- 尼爾·楊在2001年9月21日慈善音乐会America: A Tribute to Heroes（英语：America: A Tribute to Heroes）中演奏了本歌曲。[64]
- 麥當娜 included the song in her setlist during her 2004 Re-Invention World Tour（英语：Re-Invention World Tour）, and released it on the live album/DVD documentary I'm Going to Tell You a Secret（英语：I'm Going to Tell You a Secret） in 2006.[65]
- 从2005年开始，组织者开始在纽约时代广场新年钟声敲响前播放本歌。[66]从2011年开始，现场演唱取代了播放录音。
- 彼得·蓋布瑞爾 在2006年冬季奥林匹克运动会开幕式中表演了本曲。[67]
- 大衛·阿丘利塔在2008年的《美國偶像》翻唱了本歌曲，获得了评委极大的好评，被认为是此节目历史上最好的演唱之一。[68]
- 2011年，歌手Cee Lo Green（英语：Cee Lo Green）在新年前夜演唱本歌曲时，把歌词“也没有宗教”改成了“所有宗教都是正确的”（and all religion's true）。[69]部分粉丝立刻表示反对，认为更改列侬最有名歌曲的歌词是对列侬的不敬。Green辩解说更改歌词是为了描述"a world [where you] could believe what [you] wanted".[69]
- 2012年，伦敦奥运会闭幕式中响起了本歌曲。利物浦儿童爱乐乐团和利物浦手语合唱团首先表演了第一节，剩下的部分则播放了列侬原始的录音。列侬演奏的影像也通过现场的大屏幕重现。这是对原始八轨道录音的首个改编版本。[70]
- 2021年、2022年和2024年，東京奧運會開幕式、北京冬奧會開幕式和巴黎奧運會開幕式中均響起了本歌曲。

超过140位艺术家翻唱了"Imagine"。
- Joan Baez included it on her 1972 Come from the Shadows（英语：Come from the Shadows） album.[72]
- Blues Traveler（英语：Blues Traveler） recorded the song for the "Working Class Hero: A Tribute to John Lennon（英语：Working Class Hero: A Tribute to John Lennon）" album.[73]
- A Perfect Circle（英语：A Perfect Circle） covered it for their 2004 album eMOTIVe（英语：eMOTIVe (album)）.[74]
- Seal, Pink, India.Arie, Jeff Beck, Konono Nº1（英语：Konono Nº1）, Oumou Sangaré（英语：Oumou Sangaré） and others recorded "Imagine" for Herbie Hancock's 2010 album The Imagine Project（英语：The Imagine Project）.[75]Hancock performed it with Arie, Kristina Train（英语：Kristina Train）, and Greg Phillinganes（英语：Greg Phillinganes） at the 2010 Nobel Peace Prize Concert on 11 December; the subsequently released recording won a Grammy award for Best Pop Vocal Collaboration（英语：Grammy Award for Best Pop Collaboration with Vocals） on 13 February 2011.[76]
- 克里斯·康奈爾 included a version of it in his 2011 acoustic live album, Songbook（英语：Songbook (Chris Cornell album)）.[77]
- Emeli Sandé recorded a cover for the BBC to use during the end credits montage at the close of the 2012 Summer Olympics coverage in August 2012.[78]"Imagine" subsequently re-entered the UK Top 40, peaking at number 18.[79]

## 榜单
| 榜单（1971年-1972年）                  | 最高 排位 |
| -------------------------------------- | --------- |
| 澳大利亚（《Go-Set》全国四十强单曲榜） | 1         |
| 澳大利亚（肯特音乐报告）               | 1         |
| 比利时佛兰德（Ultratop五十强单曲榜）   | 12        |
| 加拿大（《RPM》热门单曲榜）            | 1         |
| 加拿大（《RPM》成人當代榜）            | 4         |
| 意大利（《Musica e dischi》）          | 3         |
| 日本（Oricon公信榜）                   | 14        |
| 荷兰（荷蘭四十強單曲榜）               | 6         |
| 荷兰（百强单曲榜）                     | 5         |
| 挪威（世道單曲榜）                     | 6         |
| 南非（跳羚电台单曲榜）                 | 1         |
| 瑞士（瑞士热门音乐榜）                 | 5         |
| 美国（《告示牌》百大單曲榜）           | 3         |
| 美国（《告示牌》Easy Listening）       | 7         |
| 美国（《錢櫃》Top Singles）            | 2         |
| 美国（《唱片世界》Top Singles）        | 1         |
| 西德（GfK娱乐榜单）                    | 18        |

| 榜单（1975年）                     | 最高 排位 |
| ---------------------------------- | --------- |
| 愛爾蘭（愛爾蘭唱片音樂協會单曲榜） | 1         |
| 瑞典（瑞典最熱榜）                 | 19        |
| 英國（官方榜单公司單曲榜）         | 6         |

| 榜单（1981年）                       | 最高 排位 |
| ------------------------------------ | --------- |
| 澳大利亚（肯特音乐报告）             | 43        |
| 奥地利（Ö3四十强单曲榜）             | 4         |
| 比利时佛兰德（Ultratop五十强单曲榜） | 6         |
| 芬兰（芬兰官方榜单）                 | 16        |
| 愛爾蘭（愛爾蘭唱片音樂協會单曲榜）   | 1         |
| 荷兰（百强单曲榜）                   | 5         |
| 新西兰（新西兰唱片音乐协会单曲榜）   | 23        |
| 挪威（世道單曲榜）                   | 3         |
| 瑞士（瑞士热门音乐榜）               | 2         |
| 英國（官方榜单公司單曲榜）           | 1         |
| 西德（GfK娱乐榜单）                  | 7         |

| 年份          | 榜单（1986年–2013年）                            | 最高 排位 |
| ------------- | ------------------------------------------------ | --------- |
| 1986年        | 美国（《告示牌》Top Rock Tracks）                | 20        |
| 1988年        | 愛爾蘭（愛爾蘭唱片音樂協會单曲榜）               | 29        |
| 1988年        | 英國（官方榜单公司單曲榜）                       | 45        |
| 1989年        | 澳大利亚（澳大利亚唱片业协会單曲榜）             | 21        |
| 1989年        | 荷兰（百强单曲榜）                               | 83        |
| 1990年        | 法国（法国唱片出版业公会单曲榜）                 | 88        |
| 1994年        | 法国（法國唱片出版業公會單曲榜）                 | 9         |
| 1999年–2000年 | 加拿大（加拿大单曲榜）                           | 10        |
| 1999年–2000年 | 愛爾蘭（愛爾蘭唱片音樂協會单曲榜）               | 3         |
| 1999年–2000年 | 意大利（意大利音乐产业联盟单曲榜）               | 12        |
| 1999年–2000年 | 荷兰（百强单曲榜）                               | 56        |
| 1999年–2000年 | 西班牙（西班牙音樂製作協會）                     | 5         |
| 1999年–2000年 | 英國（官方榜单公司單曲榜）                       | 3         |
| 2007年        | 加拿大（《告示牌》Hot Canadian Digital Singles） | 47        |
| 2007年        | 荷兰（百强单曲榜）                               | 37        |
| 2007年        | 瑞士（瑞士热门音乐榜）                           | 59        |
| 2007年        | 英國（官方榜单公司單曲榜）                       | 75        |
| 2007年        | 美国（《告示牌》Hot Digital Songs）              | 47        |
| 2008年        | 澳大利亚（澳大利亚唱片业协会单曲榜）             | 94        |
| 2010年        | 澳大利亚（澳大利亚唱片业协会单曲榜）             | 85        |
| 2010年        | 奥地利（Ö3四十强单曲榜）                         | 66        |
| 2010年        | 德国（德國官方單曲榜）                           | 94        |
| 2010年        | 西班牙（西班牙音樂製作協會）                     | 49        |
| 2010年        | 瑞典（瑞典最熱榜）                               | 46        |
| 2010年        | 瑞士（瑞士热门音乐榜）                           | 50        |
| 2012年        | 西班牙（西班牙音樂製作協會）                     | 42        |
| 2012年        | 英國（官方榜单公司單曲榜）                       | 18        |
| 2013年        | 西班牙（西班牙音樂製作協會）                     | 44        |
| 2015年        | 法国（法國唱片出版業公會單曲榜）                 | 11        |
| 2015年        | 荷兰（百强单曲榜）                               | 67        |
| 2015年        | 西班牙（西班牙音樂製作協會）                     | 40        |
| 2015年        | 瑞士（瑞士热门音乐榜）                           | 61        |
| 2016年        | 法国（法國唱片出版業公會單曲榜）                 | 169       |

| 榜单（1971年）               | 排位 |
| ---------------------------- | ---- |
| 加拿大（《RPM》Top Singles） | 15   |
| 荷兰（荷兰四十强音乐榜）     | 67   |
| 荷兰（荷兰百强单曲榜）       | 82   |

| 榜单（1972年）                              | 排位 |
| ------------------------------------------- | ---- |
| 澳大利亚（肯特音乐报告）(Kent Music Report) | 19   |
| 日本（Oricon）                              | 98   |
| 南非（跳羚电台）                            | 5    |

| 榜单（1981年）                       | 排位 |
| ------------------------------------ | ---- |
| 比利时（Ultratop佛兰德五十强单曲榜） | 86   |
| 荷兰（荷兰四十强音乐榜）             | 70   |
| 荷兰（荷兰百强单曲榜）               | 73   |

| 榜单（1999年）             | 排位 |
| -------------------------- | ---- |
| 英国（官方榜单公司单曲榜） | 65   |

| 榜单（1980年–1989年）      | 排位 |
| -------------------------- | ---- |
| 英国（官方榜单公司单曲榜） | 25   |

| 榜单（1952年–2013年）      | 排位 |
| -------------------------- | ---- |
| 英国（官方榜单公司单曲榜） | 19   |

## 注解
1. ↑  《想象》的歌词内容与列侬1973年发明的和平之国“努托邦”这一概念相关。在同年稍后发行的《Mind Games》中，列侬为这个国家创作了一首无声国歌。[10]
2. ↑  专辑《Live in New York City（英语：Live in New York City (John Lennon album)）》中的曲目。